# Campsicnemus hoplitipodus
Campsicnemus hoplitipodus är en tvåvingeart som beskrevs av Adachi 1953. Campsicnemus hoplitipodus ingår i släktet Campsicnemus och familjen styltflugor. Inga underarter finns listade i Catalogue of Life.